# Alvarmyra
Alvarmyra (Tapinoma ambiguum) är en myrart som beskrevs av Carlo Emery 1925. Alvarmyra ingår i släktet Tapinoma och familjen myror. Arten är reproducerande i Sverige. Inga underarter finns listade i Catalogue of Life.